# شهرستان جامبیل، استان آلماتی
شهرستان جامبیل (به قزاقی: Жамбыл ауданы، جامبىل اۋدانى) یک شهرستان در قزاقستان است که در استان آلماتی واقع شده‌است.

## خصوصیات
شهرستان ژمبیل ۱۹٬۳۰۰ کیلومترمربع مساحت و ۱۳۷٬۱۲۹ نفر جمعیت دارد.